# Posejdonios z Rodos
Posejdonios z Apamei (lub z Rodos, gr. Ποσειδώνιος, ur. ok. 135 p.n.e. w Apamei, zm. ok. 51 p.n.e.) – starogrecki uczony: filozof mediostoicki, astronom, geodeta, geograf, historyk i badacz kultury, nauczyciel Cycerona.
Z jego dorobku zachowały się jedynie fragmenty, na podstawie których z trudnością można zrekonstruować jego myśl. W studiach nad religią, kulturą i wychowaniem używał pojęć przyrodniczych.